# Eva Rendahl
Eva Frida Birgitta Rendahl, född 7 oktober 1920 i Ullångers församling i Västernorrlands län, död 11 april 2007 i Grängesbergs församling i Dalarnas län, var en svensk målare och grafiker.
Rendahl studerade vid Otte Skölds målarskola i Stockholm och vid Art school i Manchester. Bland hennes offentliga arbeten märks scendekoration för Emsländische Freilichtspiele i Freilichtbuhne, Meppen, Västtyskland 1968. Hennes konst består av målningar utförda i olja, akvarell eller torrnålsarbeten. Rendahl är representerad i ett flertal kommuner och landsting.